# Chamaegerinae
 Chamaegerinae  G.L.Nesom, 2020 è una sottotribù di piante angiosperme dicotiledoni della famiglia delle Asteraceae (sottofamiglia Asteroideae e tribù Astereae/clade Bellis lineage).

## Etimologia
Il nome della sottotribù deriva dal suo genere tipo Chamaegeron Schrenk.
Il nome scientifico della sottotribù è stato definito dal botanico Guy L. Nesom (1945-) nella pubblicazione " Phytoneuron. Digital Publications in Plant Biology" ( Phytoneuron 2020-53: 25) del 2020.

## Descrizione

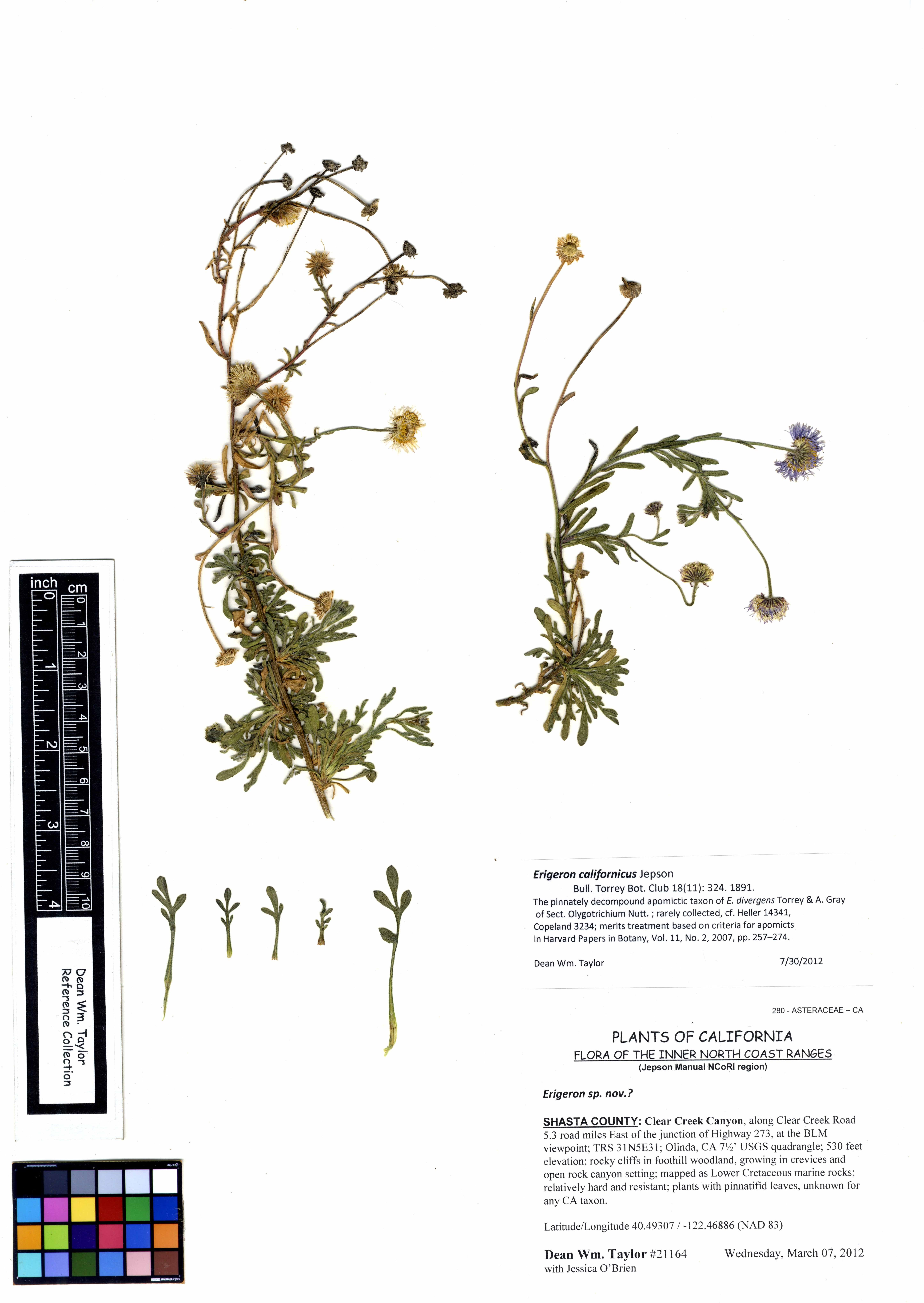
Il portamento
Lachnophyllum noeanum

Portamento. Le specie di questo gruppo hanno un habitus di tipo erbaceo annuale, biennale o perenne. Alcune specie sono aromatiche. Sulla superficie sono presenti delle ghiandole stipitate.
Fusto. La parte aerea in genere è eretta, semplice o ramosa. La parte sotterranea è fittonante.
Foglie. Le foglie (cauline) in genere sono disposte in modo alternato e sono sessili (quelle più basse sono picciolate). La lamina è semplice con forme da strette a oblanceolate con bordi da interi a dentati e apici da acuminati a ottusi. Sulla superficie possono essere presenti delle ghiandole.
Infiorescenza. Le sinflorescenze sono composte da diversi capolini non molto grandi raccolti in formazioni corimbose, tirsoidi o racemose. Le infiorescenze vere e proprie sono composte da un capolino terminale peduncolato di tipo radiato con fiori eterogami. I capolini sono formati da un involucro, con forme campanulate, composto da diverse brattee, al cui interno un ricettacolo fa da base ai fiori di due tipi: fiori del raggio e fiori del disco. Le brattee, oblanceolate con apici fimbriati e a consistenza erbacea, sono disposte in modo più o meno embricato e scalato da 3 a 7 serie. Il ricettacolo in genere è nudo ossia senza pagliette a protezione della base dei fiori; la forma è piatta.
Fiori.  I fiori sono tetra-ciclici (formati cioè da 4 verticilli: calice – corolla – androceo – gineceo) e pentameri (calice e corolla formati da 5 elementi). Si distinguono in:
- fiori del raggio (esterni): sono femminili e sono disposti su una/due serie; la forma è ligulata (zigomorfa);
- fiori del disco (centrali): sono più numerosi con forme brevemente tubulose (attinomorfe); sono ermafroditi o (raramente) funzionalmente maschili.

- Formula fiorale:

*/x K {\displaystyle \infty }, [C (5), A (5)], G 2 (infero), achenio
- Calice: i sepali del calice sono ridotti ad una coroncina di squame.

- Corolla: 
  - fiori del raggio: la forma della corolla alla base è più o meno tubulosa, mentre all'apice è ligulata; la ligula, contorta a spirale, può terminare con alcuni denti; il colore è lilla, blu, rosa o violetto;
  - fiori del disco: la forma è strettamente imbutiforme bruscamente divaricata in 5 lobi; i lobi, patenti o eretti, hanno una forma triangolare o lanceolata con profonde insenature o ricurvi; il colore è giallo.

- Androceo: l'androceo è formato da 5 stami sorretti da filamenti generalmente liberi; gli stami sono connati e formano un manicotto circondante lo stilo; le teche (produttrici del polline) alla base sono troncate e sono lievemente auricolate (molto raramente sono speronate o hanno una coda); le appendici apicali delle antere hanno delle forme piatte e lanceolate; il tessuto endoteciale (rivestimento interno dell'antera) è quasi sempre polarizzato (con due superfici distinte: una verso l'esterno e una verso l'interno). Il polline è sferico con un diametro medio di circa 25 micron;  è tricolporato (con tre aperture sia di tipo a fessura che tipo isodiametrica o poro) ed è echinato (con punte sporgenti).[8][10]

- Gineceo: l'ovario è infero uniloculare formato da 2 carpelli.[4] Lo stilo (il recettore del polline) è profondamente bifido (con due stigmi divergenti) e con le linee stigmatiche marginali separate.[11] I due bracci dello stilo hanno una forma da acuminata a lanceolata.

Frutti. I frutti sono degli acheni con pappo; in alcune specie è presente un certo dimorfismo (gli acheni dei fiori del raggio differiscono dagli acheni dei fiori del disco);
- achenio: gli acheni, con forme da ellittico-oblunghe a oblanceolate, hanno la superficie setolosa o glabra ma priva di ghiandole; la parete dell'achenio è formata da celle contenenti rafidi ma prive di fitomelanina; il carpoforo normalmente è anulare; le setole con punte a forma di ancora non sono presenti;
- pappo: il pappo è formato da una serie di setole bianche o gialle connate in anello basale caduche tutte insieme.

## Biologia
Impollinazione: l'impollinazione avviene tramite insetti (impollinazione entomogama tramite farfalle diurne e notturne).

Riproduzione: la fecondazione avviene fondamentalmente tramite l'impollinazione dei fiori (vedi sopra).

Dispersione: i semi (gli acheni) cadendo a terra sono successivamente dispersi soprattutto da insetti tipo formiche (disseminazione mirmecoria). In questo tipo di piante avviene anche un altro tipo di dispersione: zoocoria. Infatti gli uncini delle brattee dell'involucro (se presenti) si agganciano ai peli degli animali di passaggio disperdendo così anche su lunghe distanze i semi della pianta. Inoltre per merito del pappo il vento può trasportare i semi anche a distanza di alcuni chilometri (disseminazione anemocora).

## Distribuzione e habitat
Le specie di questa sottotribù sono distribuite in Asia occidentale.

## Sistematica
La famiglia di appartenenza di questa voce (Asteraceae o Compositae, nomen conservandum) probabilmente originaria del Sud America, è la più numerosa del mondo vegetale, comprende oltre 23.000 specie distribuite su 1.535 generi, oppure 22.750 specie e 1.530 generi secondo altre fonti (una delle checklist più aggiornata elenca fino a 1.679 generi). La famiglia attualmente (2021) è divisa in 16 sottofamiglie; la sottofamiglia Asteroideae è una di queste e rappresenta l'evoluzione più recente di tutta la famiglia.

### Filogenesi
Il gruppo di questa voce è descritto nella tribù Astereae, una delle 21 tribù della sottofamiglia Asteroideae). Da un punto di vista filogenetico, la tribù Astereae fa parte del supergruppo (o sottofamiglia) "Asteroideae grade"; l'altro è il supergruppo "Non-Asteroideae" contenente il resto delle sottofamiglie delle Asteraceae. All'interno del supergruppo è vicina alle tribù Senecioneae, Calenduleae, Gnaphalieae e Anthemideae.
I caratteri più notevoli della tribù Astereae sono: la base delle antere sono prive di code e non sono calcarate (speronate); le linee stigmatiche dei bracci dello stilo sono totalmente separate; i due bracci dello stilo hanno una forma breve o allungata da lanceolata a deltoide e possono essere papillosi o ricoperti da ciuffi di peli (all'esterno, mentre all'interno sono glabri). La distribuzione della maggior parte delle specie di questo gruppo è nelle regioni temperate nord e sud.
In base alle ultime ricerche nella tribù sono stati individuati (provvisoriamente) 5 principali lignaggi:
- Basal grade: include alcuni generi isolati, il gruppo "South American-Oceania",  alcune sottotribù africane e il gruppo dei generi legnosi del Madagascar.
- Bellis lineage: comprende le sottotribù eurasiatiche e una sottotribù africana.
- Aster lineage: include i generi asiatici di Asterinae e i principali gruppi dell'Australia e dell'Oceania.
- Baccharis lineage: include alcuni gruppi sudamericani.
- North American lineage: include la vasta gamma di sottotribù del Nordamerica, Messico e alcuni gruppi distribuiti nel Sudamerica.

La sottotribù di questa voce è inclusa nel gruppo Bellis lineage insieme alle sottotribù Bellidinae e Grangeinae. Questa sottotribù fa parte dell'areale eurasiatico.
I caratteri distintivi delle specie di questa sottotribù sono:
- le sinflorescenze sono composte da diversi capolini su più steli (alcuni sono solitari);
- l'involucro è formato da 3 e più serie di brattee;
- il pappo è basalmente connato e deciduo in un unico gruppo.

Il numero cromosomico delle specie di questo gruppo è 2n = 18.

### Composizione della sottotribù
La sottotribù Chamaegerinae comprende 2 generi e 6 specie.
| Genere                     | N. specie | Distribuzione                                                        | Caratteri più significativi | Numeri cromosomici |
| -------------------------- | --------- | -------------------------------------------------------------------- | --- | ------------------ |
| Chamaegeron Schrenk., 1845 | 4         | Afghanistan, Iran, Kazakhstan, Pakistan, Tadzhikistan e Turkmenistan | Le sinflorescenze sono composte da diversi capolini su più steli. - L'involucro è formato da 3 e più serie di brattee.                    | 2n = 18            |
| Lachnophyllum Bunge, 1852  | 2         | Asia                                                                 | Le sinflorescenze sono composte da capolini solitari. - L'involucro è formato da 5 - 7 serie di brattee. - Il pappo è connato basalmente. | 2n = 18            |